# Thorsten Sellin
Johan Thorsten Sellin (* 26. Oktober 1896 in Örnsköldsvik, Schweden; † 17. September 1994 in Gilmanton, New Hampshire, Vereinigte Staaten) war ein US-amerikanischer Soziologe und Kriminologe.

## Leben
Von 1926 bis 1967 lehrte Sellin an der Universität Pennsylvania, hiervon in den Jahren 1944 bis 1959 als Leiter des dortigen Departments of Sociology. Heute befindet sich an dieser Universität auch das nach Thorsten Sellin benannte Sellin Center for Studies in Criminology and Criminal Law. 1949 wurde er zum Mitglied der American Philosophical Society gewählt. Von 1956 bis 1966 amtierte er als Präsident der International Society of Criminology.
Sellin war Mitbegründer der kriminologischen Kulturkonflikttheorie und ein ausgesprochener Gegner der Todesstrafe. 1938 formulierte er in seinem Aufsatz Culture Conflict and Crime das Konzept der Conduct Norms, einem Versuch, den Begriff der Kriminalität unabhängig von den Vorgaben der Strafgesetze zu definieren.

## Schriften (Auswahl)
- Culture Conflict and Crime. In: American Journal of Sociology. Bd. 44, Nr. 1, Juli 1938, S. 97–103, JSTOR:2768125.
- Pioneering in penology. The Amsterdam houses of correction in the sixteenth and seventeenth centuries. University of Pennsylvania Press u. a., Philadelphia PA u. a. 1944.
- The Penalty of Death (= Sage Library of Social Research. 102). Sage Publications, Beverly Hills CA 1980, ISBN 0-8039-1452-0.